# Кристина Юлиана фон Баден-Дурлах
Кристина Юлиана фон Баден-Дурлах (на немски: Christine Juliane von Baden-Durlach; * 12 септември 1678 в Карлсбург при Дурлах; † 10 юли 1707 в Айзенах) е маркграфиня от Баден-Дурлах и чрез женитба херцогиня на Саксония-Айзенах (1698 – 1707).

## Живот
Дъщеря е на принцрегент Карл Густав фон Баден-Дурлах (1648 – 1703) и съпругата му принцеса Анна София (1659 – 1742), дъщеря на херцог Антон Улрих фон Брауншвайг-Волфенбютел и Елизабет Юлиана фон Холщайн-Норбург.
Кристина Юлиана се омъжва на 27 февруари 1697 г. във Волфенбютел за херцог Йохан Вилхелм фон Саксония-Айзенах (1666 – 1729), по-малък брат на Фридрих Август фон Саксония-Айзенах. Тя е втората му съпруга. Тя умира един месец след раждане на 10 юли 1707 г. на 29 години в Айзенах и е погребана в църквата „Св. Георги“, Айзенах.

## Деца
Кристина Юлиана и херцог Йохан Вилхелм имат децата:
- Йоханета Антоанета Юлиана (31 януари 1698 – 13 април 1726), омъжена на 9 май 1721 г. за херцог Йохан Адолф II фон Саксония-Вайсенфелс (1685 – 1746), най-малкият син на херцог Йохан Адолф I
- Каролина Христина (15 април 1699 – 25 юли 1743), омъжена на 24 ноември 1725 г. за ландграф Карл I фон Хесен-Филипстал (1682 – 1770)
- Антон Густав (12 август 1700 – 4 октомври 1710)
- Шарлота Вилхелмина Юлиана (27 юни 1703 – 17 август 1774, Ерфурт), неомъжена
- Йоханета Вилхелмина Юлиана (10 септември 1704 – 3 януари 1705)
- Карл Вилхелм (9 януари 1706 – 24 февруари 1706)
- Карл Август (10 юни 1707 – 22 февруари 1711)